# Caladenia radiata
Caladenia radiata är en orkidéart som beskrevs av William Henry Nicholls. Caladenia radiata ingår i släktet Caladenia och familjen orkidéer. Inga underarter finns listade i Catalogue of Life.